# Große Schneeglocke
Die Große Schneeglocke (auch Großschneeglocke, italienisch Grande Cima della Campana) ist ein 3425 m hoher Gipfel im Kristallkamm, einer Bergkette der westlichen Ortler-Alpen, die wiederum ein Gebirge der südlichen Ostalpen darstellen. Die nächstgelegenen Gipfel sind im westlichen Kammverlauf die Kleine Schneeglocke (3411 m) und im Osten die Trafoier Eiswand (3565 m). Die Große Schneeglocke ist zusammen mit der umliegenden Bergwelt Teil des Nationalparks Stilfserjoch.

## Erstbesteigung
Die Erstbesteigung gelang Julius von Payer am 20. September 1866 mit den Führern Johann Pinggera und Johann Thöni. Payer gab dem Gipfel auch seinen Namen.